# Topper-site
De Topper-site is een archeologische site aan de rivier Savannah in Allendale County in de Amerikaanse staat South Carolina. Het staat bekend om de artefacten die volgens sommige archeologen bewijs leveren dat de Nieuwe Wereld werd bewoond vóór de Cloviscultuur. Van de Cloviscultuur werd voorheen aangenomen dat zij de eerste mensen waren in Noord-Amerika.
Het grootste opgravingsgebied is een rechthoekige schacht, ongeveer 12 voet diep, 40 voet breed en 60 voet lang. Er werd in 1998 gegraven door Albert Goodyear, professor archeologie aan de Universiteit van South Carolina. Goodyear is wereldexpert op het gebied van de Cloviscultuur. Hij vond bewijzen dat mensen 50.000 jaar geleden op de plek waren. 
De site is genoemd naar David Topper, een plaatselijke boswachter. Topper vond er in 1981 stenen werktuigen op de grond en lichtte Goodyear in. Opgravingen begonnen in 1986. Het werd al snel duidelijk waarom de vroege bewoners juist naar deze plek kwamen: voor de hoornsteen waar stenen werktuigen van vervaardigd konden worden.
De site is niet vrij toegankelijk, maar er kan een rondleiding worden aangevraagd.

## Gevonden artefacten
De artefacten van deze site zouden 3000 jaar of meer ouder zijn dan Clovis, maar deze conclusies worden betwist. De opgraving is tot een diepte gegaan van ten minste 50.000 v.Chr., op zoek naar bewijzen van culturele artefacten. Tot de Clovis First-theorie begin 21e eeuw werd aangevochten, was het niet de gewoonte van archeologen om dieper te graven dan het niveau van de Cloviscultuur, omdat ze ervan uitgingen dat daaronder geen door mensen gemaakte artefacten gevonden konden worden.
Er werd eerst aardewerk gevonden van ca. 2000 jaar geleden. Daaronder kwamen artefacten uit de archaïsche periode, daaronder uit de vroege archaïsche periode (ca. 8.000 tot 10.000 jaar geleden). Daaronder werd in 1998 Clovis-materiaal gevonden, met meer dan 40.000 artefacten. Een halve meter daaronder lag zand en grind, maar dááronder kwamen opnieuw artefacten aan het licht. Er was daarmee bewijs van de aanwezigheid van mensen in Amerika tienduizenden jaren vóór Clovis. Analyse, waaronder OSL, wees uit dat de afzetting 50.000 jaar oud was. 
Onder de objecten uit het "pre-Clovis"-stratum, gedateerd van 16.000-20.000 jaar BP (Before Present), is een groot stuk steen met de bijnaam Topper Chopper. Dit is duidelijk een werktuig en biedt een van de meest overtuigende bewijzen van menselijk handelen, waaronder de tweezijdige bewerking van de snijkant.
De keien werden waarschijnlijk op een klein vuur verhit om ze te kunnen splijten. Ze breken niet door van een hoogte naar beneden te rollen. Alleen mensen, met verstand van de eigenschappen van de steen, waren in staat deze stenen te openen.